# Алзет
Алзет (лукс. Uelzecht, фр. Alzette) је река која протиче кроз западноевропске државе Француску и Луксембург. 
Дужина реке је 73 km. Извире у североисточној Француској у близини Тила. Прелази границу са Луксембургом после неколико километара. Протиче кроз Луксембуршке градове Оден ле Тиш, Еш сир Алзет, Луксембург. Улива се у реку Зауер код града Етелбрека.